# Pavullo nel Frignano
Pavullo nel Frignano – miejscowość i gmina we Włoszech, w regionie Emilia-Romania, w prowincji Modena.
Według danych na rok 2004 gminę zamieszkiwało 14 913 osób, 103,6 os./km².
W tym mieście urodził się Luca Toni.

## Miasta partnerskie
- Strzegom